# Julián Téllez
Julián "Matador" Téllez  (Bogotá, Colombia, 9 de noviembre de 1977) es un exfutbolista y presentador deportivo colombiano. Actualmente hace parte del canal Win Sports en el programa Saque Largo.
Julián Téllez se caracterizó por ser un delantero hábil y de movimientos muy precisos en el área, por eso, se le conoce como el "matador".

## Trayectoria
Por motivos de trabajo de su padre, él y su familia se mudaron a Bucaramanga en donde destacó por su talento para el fútbol. Hizo parte de los procesos de Selecciones Santander y posteriormente debutó como futbolista profesional a mediados de 1995, a la edad de 17 años con el  Atlético Bucaramanga. En el equipo bumangués tuvo una destacada participación, convirtiéndose en la revelación del campeonato colombiano de 1996.
Gracias a su gran actuación en el equipo canario fue vendido al América a comienzos de 1997. Allí estuvo tres años y su participación fue exitosa, consagrándose en la titular, y con sus goles contribuyó a alcanzar la novena estrella del club. En dicha temporada, el delantero consiguió marcar 43 tantos, siendo el artillero de ese campeonato.
En 2000, y a petición de Julio César Falcioni, técnico de Vélez Sarfield de Argentina, se vinculó a dicho equipo, pero las constantes lesiones en el ligamento cruzado anterior de la rodilla derecha le impidieron un buen desempeño. Regresó al América en 2002 y posteriormente estuvo en Millonarios, Deportivo Cali, Deportes Tolima y terminó su carrera en el Atlético Bucaramanga en 2005. El último gol de Julián Téllez como profesional lo anotó en el Torneo Finalización 2005, el 16 de julio, en la victoria 4-0 del Atlético Bucaramanga frente al DIM al minuto 90 del encuentro.
En 2010 tras 6 temporadas sin jugar estuvo a punto de regresar al fútbol profesional, cuando Millonarios, dirigido por el entrenador venezolano Richard Páez le ofreció la posibilidad de realizar la pretemporada del Torneo Finalización 2010. Al final, el DT no contó con él y decidieron contratar a Lionard Pajoy.

## Clubes
| Club                 | País                | Temporada           | Partidos | Goles | Promedio |
| -------------------- | ------------------- | ------------------- | -------- | ----- | -------- |
| Atlético Bucaramanga | Colombia            | 1995-1996 / 2005    | 28       | 5     | 0.18     |
| América de Cali      | Colombia            | 1997-1999 / 2002    | 148      | 53    | 0.36     |
| Vélez Sarsfield      | Argentina           | 2000-2001           | 2        | 1     | 0.50     |
| Millonarios          | Colombia            | 2003                | 42       | 18    | 0.43     |
| Deportivo Cali       | Colombia            | 2004                | 21       | 5     | 0.24     |
| Deportes Tolima      | Colombia            | 2004                | 9        | 0     | 0,00     |
| Total en su Carrera  | Total en su Carrera | Total en su Carrera | 250      | 82    | 0.33     |

## Palmarés

### Torneos locales
| Título              | Club                 | País     | Año     |
| ------------------- | -------------------- | -------- | ------- |
| Categoría Primera B | Atlético Bucaramanga | Colombia | 1995    |
| Categoría Primera A | América de Cali      | Colombia | 1996/97 |

### Torneos internacionales
| Título          | Club            | País     | Año  |
| --------------- | --------------- | -------- | ---- |
| Copa Merconorte | América de Cali | Colombia | 1999 |

## Filmografía

### Presentador
| Año         | Programa    | Cadena     |
| ----------- | ----------- | ---------- |
| 2012 - 2018 | Saque Largo | Win Sports |
| 2019 - 2021 | Nexo        | ESPN       |
| 2022 - act  | Saque Largo | Win Sports |

### Reality
| Año  | Título       | Cadena    | Rol          | Resultado    |
| ---- | ------------ | --------- | ------------ | ------------ |
| 2017 | Soldados 1.0 | Canal RCN | Participante | Cuarto lugar |